# Gobán Saor
Gobán Saor (altirisch Gobbán Saer, „Gobán der Baumeister“) war ein berühmter Baumeister der irischen Geschichte und Sage. Er wird als Architekt des 7. Jahrhunderts dargestellt und wird gelegentlich mit dem heiligen Gobán identifiziert.  Die Catholic Encyclopedia nimmt an, dass er eine reale Persönlichkeit war. Demnach wurde er um 560 in Tuirbhe (Turvey), auf der heutigen Halbinsel Domhnach Bat (Donabate) nördlich von Dublin geboren.
Laut den Legenden hat er für verschiedene Heilige Kirchen erbaut. In einem Gedicht aus dem 8. Jahrhundert, das in einem Kloster in Kärnten entdeckt wurde, wird auf ihn angespielt. Im "Life of St. Abbán" heißt es, dass "Der Ruhm Gobbáns als Erbauer mit Holz und Stein in Irland bis zum Ende der Zeit bestehen bleibt."
Der Name geht wohl zurück auf Goibniu, den altirischen Gott der Schmiedekunst und steht in Beziehung zum altirischen gobae ~ gobann ‘Schmied,’ (mittelwalisisch: gof ~ gofein, gallisch: gobedbi, litauisch: gabija ‘geheiligtes Herdfeuer’ und gabus ‘begabt, tüchtig’.)
The Wonder Smith and His Son („Der Wunderschmied und sein Sohn“) ist eine Nacherzählung von vierzehn Erzählungen über Gobán Saor von Ella Young; illustriert von Boris Artzybasheff (1927). Es gewann 1928 den Newbery Honor. Von da aus kamen die Legenden in "The Young Folks Shelf of Books" und in "Europäische Volkssagen" (Zsolnay).